# Aleksy II (patriarcha Moskwy)
Aleksy II, imię świeckie Aleksiej Michajłowicz Ridigier (ur. 23 lutego 1929 w Tallinnie, zm. 5 grudnia 2008 w Moskwie) – piętnasty patriarcha moskiewski i całej Rusi, zwierzchnik Rosyjskiego Kościoła Prawosławnego w latach 1990–2008.
Urodził się w rodzinie rosyjskich emigrantów żyjących w Estonii, jego ojciec od 1942 był prawosławnym duchownym. W 1949 ukończył seminarium duchowne w Leningradzie, a następnie podjął wyższe studia teologiczne na Leningradzkiej Akademii Duchownej. 11 kwietnia 1950 ożenił się z Wierą Aleksiejewą, po czym 16 kwietnia 1950 przyjął święcenia kapłańskie i został proboszczem parafii w Jõhvi. Jeszcze w tym samym roku małżeństwo Ridigierów zostało rozwiązane. W 1959, będąc proboszczem parafii w Tartu, złożył wieczyste śluby mnisze, przyjmując imię Aleksy. Dwa lata później został wyświęcony na biskupa tallińskiego i estońskiego, w 1964 został podniesiony do godności arcybiskupiej, zaś w 1968 – do godności metropolity. Od 1961 do 1985 pełnił ponadto obowiązki kanclerza Kościoła (zarządzającego sprawami Patriarchatu Moskiewskiego).
W 1985 objął katedrę leningradzką. Pięć lat później, po śmierci patriarchy Pimena, został wybrany na jego następcę. W nowej rzeczywistości politycznej, po upadku ZSRR, z powodzeniem działał na rzecz uzyskania przez Rosyjski Kościół Prawosławny znaczącej pozycji społecznej i politycznej. W okresie sprawowania przezeń urzędu Kościół reaktywował bądź założył kilkanaście tysięcy parafii, kilkaset klasztorów, nawiązał szerokie kontakty międzynarodowe, na nowo podjął działalność charytatywną, współpracę z wojskiem i służbą więzienną. Patriarcha blisko współpracował przy tym z kolejnymi prezydentami Rosji, oczekując od rządu ochrony dominującej pozycji prawosławia wśród innych wyznań religijnych obecnych w kraju. Zmarł w 2008, najprawdopodobniej wskutek kolejnego zawału serca.
Według dokumentów z Archiwum Mitrochina od 1958 był tajnym współpracownikiem KGB o pseudonimie „Drozdow”.
Oprócz ojczystego języka rosyjskiego biegle posługiwał się językiem estońskim.

## Życiorys

### Dzieciństwo i młodość

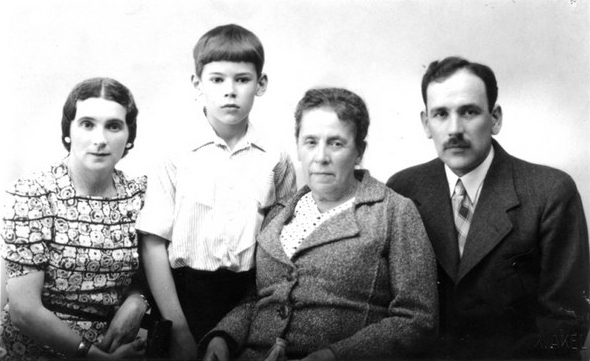
Aleksiej Ridigier z rodzicami i babką, lata 40. XX wieku

Pochodził z kurlandzkiego rodu szlacheckiego, który w XVIII w. przyjął prawosławie. Bezpośredni przodkowie przyszłego patriarchy żyli w Petersburgu i dopiero w 1917, po rewolucji październikowej, uciekli do Estonii. Ojciec Aleksego II, Michaił Aleksandrowicz Ridigier, ukończył tam gimnazjum, po czym pracował jako robotnik w Haapsalu. Następnie rodzina przeniosła się do Tallinna, gdzie Michał Ridigier został zatrudniony w fabryce jako księgowy, zaś w 1942 przyjął święcenia kapłańskie po ukończeniu kursu teologicznego w Tallinnie. Matka przyszłego hierarchy, Jelena Josifowna z d. Pisariewa, pochodziła z Tallinna i była córką rosyjskiego oficera, pułkownika w wojskach Białych w czasie rosyjskiej wojny domowej, rozstrzelanego przez Czerwonych.
Aleksiej Ridigier urodził się w 1929, trzy lata po ślubie rodziców. Imię otrzymał na cześć Aleksego Człowieka Bożego. Był wychowywany w duchu głęboko religijnym, od dzieciństwa regularnie jeździł na pielgrzymki do prawosławnych klasztorów – Monasteru Piuchtickiego, Pskowsko-Pieczerskiego, na Wałaam. Wyjazdy do ostatniego z wymienionych klasztorów wywarły na nim szczególne wrażenie. Edukację na poziomie podstawowym i gimnazjalnym odebrał w szkołach prywatnych, następnie w placówce państwowej.
Od 1944 pełnił obowiązki psalmisty i hipodiakona arcybiskupa narewskiego, a następnie tallińskiego i estońskiego Pawła. W 1945 przygotowywał do ponownego otwarcia soboru Świętego Aleksandra Newskiego w Tallinnie, w którym był następnie zakrystianem. Następnie podjął pracę psalmisty w cerkwiach Świętych Symeona i Anny oraz Narodzenia Matki Bożej w Tallinnie; w tej drugiej świątyni jego ojciec był proboszczem. W 1946 r. zdał egzaminy wstępne do seminarium duchownego w Leningradzie, jednak nie został przyjęty z powodu nieukończenia osiemnastu lat. W kolejnym roku akademickim Aleksiej Ridigier ponownie zdał pozytywnie egzaminy i podjął naukę od razu na III roku seminarium. W 1949 r., po ukończeniu tej szkoły, rozpoczął studia w Leningradzkiej Akademii Duchownej. Jednak już w grudniu tego samego roku metropolita leningradzki i nowogrodzki Grzegorz doradził mu zmianę trybu studiów z dziennego na eksternistyczne, przyjęcie święceń diakońskich i kapłańskich, a następnie podjęcie służby w Estonii. Aleksiej Ridigier zgodził się na takie rozwiązanie i wybrał jako miejsce przyszłej pracy duszpasterskiej parafię Objawienia Pańskiego w Jõhvi ze względu na położenie w pół drogi między Tallinnem, gdzie żyli jego rodzice, a Leningradem, dokąd dojeżdżał na egzaminy.

### Służba kapłańska na terenie Estonii

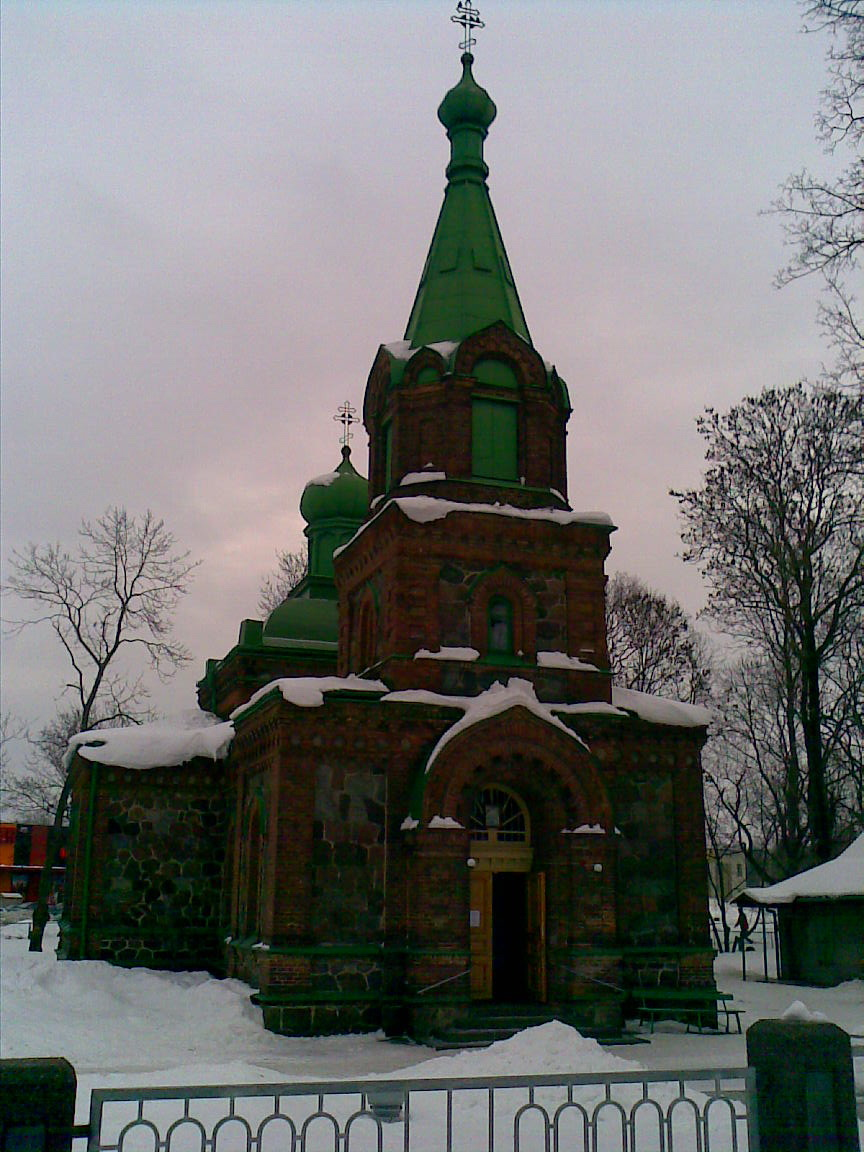
Cerkiew Objawienia Pańskiego w Jõhvi, pierwsza placówka duszpasterska, w której służył jako kapłan przyszły patriarcha Aleksy

11 kwietnia 1950 ożenił się z Wierą Aleksiejewą, córką Gieorgija Aleksiejewa, kapłana prawosławnego z Tallinna. Cztery dni później został wyświęcony na diakona. 16 kwietnia 1950 przyjął natomiast święcenia kapłańskie z rąk biskupa tallińskiego Romana i objął wybraną wcześniej parafię. Według niektórych źródeł stosunkowo szybkie – w porównaniu z innymi absolwentami szkół duchownych – przyjęcie przez niego święceń wynikało z chęci uniknięcia obowiązkowej służby wojskowej w armii radzieckiej (oficjalne biografie patriarchy wskazują chorobę serca jako przyczynę zwolnienia ze służby). Jeszcze w tym samym roku małżeństwo Ridigierów zostało rozwiązane przez rozwód.
Aleksiej Ridigier kontynuował naukę w Akademii Duchownej. W 1953 ukończył ją, uzyskując dyplom kandydata nauk teologicznych za pracę poświęconą metropolicie moskiewskiemu Filaretowi jako teologowi dogmatycznemu. Bohatera swojej pracy przyszły patriarcha uważał za wzór służby biskupiej.
W lipcu 1957 ks. Ridigier został przeniesiony z parafii w Jõhvi do służby w soborze Zaśnięcia Matki Bożej w Tartu; przeprowadził remont tejże świątyni. W sierpniu 1958 otrzymał godność protoprezbitera, zaś w marcu 1959 został mianowany dziekanem dekanatu Tartu-Viljandi. Podjął również prace nad zbieraniem materiałów do planowanej rozprawy doktorskiej, którą chciał poświęcić dziejom prawosławia w Estonii.
W 1959 zmarła matka przyszłego patriarchy. Po tym wydarzeniu ks. Ridigier podjął ostateczną decyzję o złożeniu wieczystych ślubów mniszych, co rozważał już wcześniej. 3 marca 1961 w Ławrze Troicko-Siergijewskiej został postrzyżony na mnicha. Jego imię zakonne – Aleksy, na cześć św. metropolity kijowskiego – zostało wybrane drogą losowania (drugą możliwością było imię Sergiusz na cześć św. Sergiusza z Radoneża). Po tym wydarzeniu wrócił do Estonii i nadal służył w Tartu. Jednak jeszcze w tym samym roku poznał metropolitę krutickiego i kołomieńskiego Mikołaja, kierującego Wydziałem Zewnętrznych Stosunków Cerkiewnych Patriarchatu Moskiewskiego. Wywarł na nim pozytywne wrażenie, co sprawiło, że zaczął być zapraszany do podejmowania w ZSRR delegacji zagranicznych.

#### Współpraca z KGB
Według dokumentów z Archiwum Mitrochina Aleksy został zwerbowany przez KGB Estońskiej SRR w 1958. Otrzymał pseudonim „Drozdow”, zaś współpracę miał podjąć „z pobudek patriotycznych”. Zachowany meldunek w tej sprawie nie zawiera imienia i nazwiska agenta, lecz zawarty w nim opis jego dotychczasowej kariery w pełni odpowiadał biografii duchownego (wskazano wyższe wykształcenie teologiczne, znajomość języków rosyjskiego i estońskiego oraz słabą niemieckiego, święcenia kapłańskie). Kopię opisywanego dokumentu opublikowała w 2000 „Ekspries-chronika”. Z zachowanego raportu wynikała pozytywna ocena działań agenta „Drozdowa” oraz sugestia wsparcia uzyskania przezeń godności biskupa estońskiego, po wdrożeniu go do pracy dla KGB. W ocenie estońskiego historyka Indreka Jurjo nie ma wątpliwości, że osobą opisywaną w raporcie był Aleksy (Ridigier).
Agent „Drozdow” w 1988 został nagrodzony za zasługi dla obronności państwa wymienieniem w rozkazie pochwalnym.
Informacje o współpracy Aleksego II z KGB pojawiły się w 1991, gdy komisja Dumy Państwowej na krótko uzyskała dostęp do archiwów KGB. Rosyjski Kościół Prawosławny określił ujawniony dokument jako fałszywy. Sam patriarcha nie skomentował jego treści.

### Biskup

#### Biskup talliński i estoński

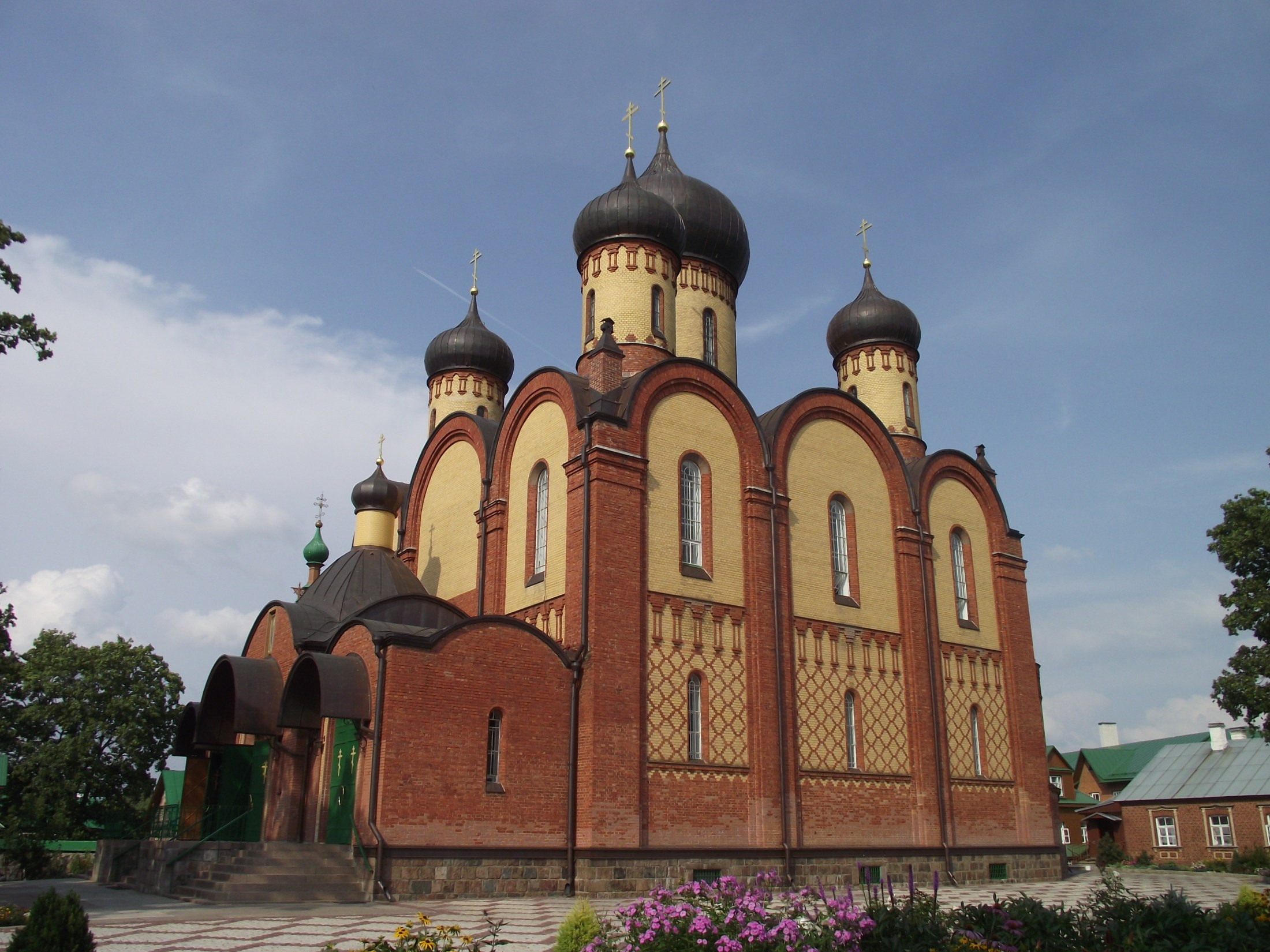
Piuchticki Monaster Zaśnięcia Matki Bożej. Biskup Aleksy, będąc ordynariuszem eparchii tallińskiej, nie dopuścił do jego zamknięcia, a następnie przyczynił się do wzrostu jego znaczenia jako ośrodka życia zakonnego w ZSRR.

14 sierpnia 1961 Święty Synod Rosyjskiego Kościoła Prawosławnego wyznaczył hieromnicha Aleksego (Ridigiera) na biskupa tallińskiego i estońskiego oraz locum tenens eparchii ryskiej. W związku z tym przyszły hierarcha został podniesiony do godności archimandryty. Na jego prośbę chirotonia biskupia nie została przeprowadzona w Moskwie, lecz w Tallinnie, w soborze św. Aleksandra Newskiego. Obrzędowi, który miał miejsce 3 września 1961, przewodniczył arcybiskup jarosławski i rostowski Nikodem.
Niemal natychmiast po objęciu katedry tallińskiej biskup Aleksy został poinformowany przez pełnomocnika Rady ds. Rosyjskiego Kościoła Prawosławnego o planach zamknięcia Monasteru Piuchtickiego oraz 36 parafii prawosławnych uznanych za „nierentowne”. Nie chcąc dopuścić do ich likwidacji, hierarcha zorganizował wizytę delegacji Kościoła Ewangelicko-Luterańskiego w zagrożonym klasztorze, a następnie również przyjazd do niego reprezentantów Kościołów protestanckich Francji, Chrześcijańskiej Konferencji Pokojowej oraz Światowej Rady Kościołów. Dzięki temu, że monaster został opisany w prasie zagranicznej, nie został zlikwidowany i stał się jednym z najważniejszych ośrodków życia mniszego w ZSRR. W kolejnych latach biskup Aleksy, będąc przewodniczącym Konferencji Kościołów Europejskich, organizował w klasztorze Seminaria Piuchtickie, na które zapraszał delegatów wszystkich chrześcijańskich związków wyznaniowych działających w ZSRR. Duchowny przekonał również władze radzieckie, by nie likwidowały parafii uznanych za nierentowne (wielokrotnie opłacał podatki nakładane na cerkwie ze środków eparchii lub własnych), ani nie zamykały soboru św. Aleksandra Newskiego w Tallinnie. Zdołał także wpłynąć na lokalne władze Tallinna, by zmieniły plan zagospodarowania przestrzennego i zrezygnowały z planów rozebrania najstarszej prawosławnej świątyni w mieście – cerkwi Kazańskiej Ikony Matki Bożej. Wznowił w eparchii tallińskiej praktykę organizowania nocnych nabożeństw paschalnych i okolicznościowych procesji.
Do stycznia 1962 Aleksy (Ridigier) był locum tenens eparchii ryskiej. Z obowiązków tych został zwolniony na własną prośbę. Do tego czasu odbył dwie podróże duszpasterskie do Łotewskiej SRR.
Wcześniej, w listopadzie 1961, Święty Synod Rosyjskiego Kościoła Prawosławnego wyznaczył biskupa Aleksego na zastępcę przewodniczącego Wydziału Zewnętrznych Stosunków Cerkiewnych. Jako delegat Rosyjskiego Kościoła Prawosławnego brał udział w konferencjach Światowej Rady Kościołów, spotkaniach międzykościelnych i ekumenicznych. Brał także udział w oficjalnych przyjęciach w Moskwie przybywających z wizytą delegacji różnych Kościołów chrześcijańskich. W 1961 został wybrany na członka Komitetu Centralnego Światowej Rady Kościołów, zaś trzy lata później – prezydentem Konferencji Kościołów Europejskich.

#### Członek Świętego Synodu
23 czerwca 1964 został podniesiony do godności arcybiskupiej. W grudniu tego samego roku wszedł w skład Świętego Synodu Rosyjskiego Kościoła Prawosławnego jako członek stały. Powierzono mu zarazem funkcję kanclerza (zarządzającego sprawami) Patriarchatu Moskiewskiego. Objęcie tego kluczowego stanowiska w administracji cerkiewnej przez młodego hierarchę było możliwe dzięki poparciu patriarchy Aleksego I, uważającego arcybiskupa tallińskiego za osobę całkowicie sobie oddaną, a przy tym osobę energiczną i bliską mu w poglądach. Poparcie dla kandydatury Aleksego (Ridigiera) wyraził również metropolita leningradzki i przewodniczący Wydziału Zewnętrznych Stosunków Cerkiewnych Nikodem, który uważał swojego zastępcę za biskupa samodzielnie myślącego i gotowego bronić swoich poglądów. Jako zarządzający sprawami Patriarchatu Aleksy (Ridigier) działał, z pewnymi sukcesami, na rzecz zniesienia ograniczeń dla osób pragnących ochrzcić swoje dzieci w Cerkwi lub przyjąć chrzest w wieku dorosłym. W 1965, oprócz pełnionych do tej pory obowiązków, został dodatkowo mianowany przewodniczącym komitetu odpowiedzialnego za uczelnie teologiczne, zaś w 1970 komitetu emerytalnego.
25 lutego 1968 arcybiskup Aleksy (Ridigier) otrzymał godność metropolity. Obok pełnionych stałych obowiązków, wielokrotnie był członkiem komisji synodalnych realizujących czasowe zadania (np. uczestniczył w organizacji Soboru Lokalnego w 1971). 3 lutego 1973 przeszedł pierwszy zawał serca.
W 1974 w tajnym raporcie Rady ds. Wyznań, dzielącym biskupów rosyjskich według stopnia ich lojalności wobec ZSRR, metropolita Aleksy został uznany za duchownego całkowicie lojalnego i niestarającego się poszerzać bazy społecznej Kościoła. Ocenę Aleksego jako politycznego konformisty podziela Dmitrij Pospiełowski, podkreślając jednak, że postawa taka w znacznej mierze przyczyniła się do przetrwania struktur Kościoła prawosławnego w Estonii. W 1976 metropolita otrzymał nagrodę Radzieckiego Funduszu Pokojowego za „zaangażowanie w światowy ruch na rzecz pokoju”.
W 1984 uzyskał tytuł doktora nauk teologicznych za trzytomową pracę poświęconą historii prawosławia na ziemiach estońskich.
17 grudnia 1985, po dojściu do władzy Michaiła Gorbaczowa i rozpoczęciu pieriestrojki, metropolita Aleksy zwrócił się do sekretarza generalnego KC KPZR z listem, w którym podejmował problem zmiany stosunku państwa radzieckiego do Kościoła prawosławnego. Wyraził pogląd, iż niezbędny jest realny rozdział państwa i Kościoła, podkreślał ingerencję świeckich władz komunistycznych w życie Cerkwi, jak również twierdził, że zawsze była ona częścią społeczeństwa rosyjskiego, toteż kwestie moralności, zdrowia i kultury narodowej wymagają współpracy władz świeckich i duchownych, nie zaś dominacji jednej z nich. Według ks. W. Cypina w momencie dotarcia doń listu Michaił Gorbaczow odniósł się do jego treści negatywnie i zażądał usunięcia metropolity Aleksego z pełnionej przez niego wysokiej funkcji w Kościele. W rezultacie po śmierci metropolity leningradzkiego i nowogrodzkiego Antoniego w 1986 Aleksy (Ridigier) został wyznaczony na jego następcę, ustępując kolejno z pełnionych dotąd funkcji w Synodzie, zachowując jednak stałe członkostwo w nim (z racji obejmowanej katedry). Tezę o związku między listem metropolity a jego usunięciem z funkcji kanclerza popiera Dmitrij Pospiełowski. W 2008 były przewodniczący Rady ds. Religii przy Radzie Ministrów ZSRR Konstantin Charczew stwierdził, że przeniesienie metropolity Aleksego nie było następstwem jego listu, ale wynikało z chęci zakończenia tarć personalnych w najbliższym otoczeniu patriarchy moskiewskiego Pimena. Zdaniem Pospiełowskiego w rezultacie swojego przeniesienia do Leningradu Aleksy (Ridigier) stracił dotychczasową pozycję w Świętym Synodzie: stary i schorowany patriarcha Pimen w coraz mniejszym stopniu był w stanie realnie zarządzać Kościołem i jego obowiązki w znacznej mierze realizował właśnie kanclerz Cerkwi.

#### Metropolita leningradzki
Jako metropolita leningradzki Aleksy (Ridigier) przyczynił się m.in. do odzyskania przez Rosyjski Kościół Prawosławny dawnego żeńskiego klasztoru św. Jana Rylskiego na Karpowce, w którym życie monastyczne na nowo zainicjowały mniszki sprowadzone z Monasteru Piuchtickiego.
W 1988, w czasie obchodów tysiąclecia chrztu Rusi, doszło do radykalnej zmiany stosunku państwa radzieckiego do Cerkwi. Kościół prawosławny uzyskał pełną swobodę działania po spotkaniu członków Świętego Synodu z Michaiłem Gorbaczowem. W spotkaniu tym uczestniczył również metropolita leningradzki. W roku następnym został on wybrany na deputowanego. Pod wpływem doświadczeń w pracy politycznej Aleksy II w kolejnych latach stanowczo sprzeciwiał się pełnieniu przez duchownych tego typu funkcji.
W latach 80. XX wieku jego autorytet w kręgach społecznych i cerkiewnych znacznie wzrósł.

### Patriarcha

#### Wybór na patriarchę
3 maja 1990 zmarł patriarcha moskiewski i całej Rusi Pimen. 6 czerwca tego samego roku Sobór Biskupów Rosyjskiego Kościoła Prawosławnego wskazał trzech kandydatów na jego następcę, z których największą liczbę głosów (37) uzyskał metropolita leningradzki. 7 czerwca ostateczne głosowanie zostało przeprowadzone na Soborze Lokalnym. 139 delegatów oddało swój głos na metropolitę Aleksego, 107 – na metropolitę rostowskiego i nowoczerkaskiego Włodzimierza, zaś 66 – na metropolitę kijowskiego i halickiego Filareta. W kolejnej turze metropolita Aleksy otrzymał 166 głosów, zaś Włodzimierz – 143. Następnie, zgodnie z procedurą, patriarcha-elekt potwierdził przyjęcie wyboru i przyjął tradycyjne gratulacje od najstarszego chirotonią obecnego hierarchy – arcybiskupa orenburskiego Leoncjusza.
W dzień po wyborze patriarchy, Sobór Lokalny obradujący pod jego przewodnictwem ogłosił akt kanonizacji Jana Kronsztadzkiego. Natomiast 10 czerwca 1990 w soborze Objawienia Pańskiego w Moskwie miała miejsce intronizacja nowego zwierzchnika Rosyjskiego Kościoła Prawosławnego. Świętą Liturgię wspólnie odprawiali członkowie Świętego Synodu, Katolikos-Patriarcha Gruzji Eliasz II, biskup Nifon z Patriarchatu Antiochii i inni duchowni. Obrzęd wprowadzenia patriarchy na tron przeprowadzili egzarcha Ukrainy Filaret i egzarcha Białorusi Filaret.
Przez kolejne dwa lata po wyborze na patriarchę Aleksy II pozostawał zwierzchnikiem eparchii tallińskiej i estońskiej. Dopiero później przekazał jej zarząd biskupowi Korneliuszowi, który w opisywanym okresie faktycznie zajmował się sprawami administratury.

#### Działalność

##### Rozwój struktur Rosyjskiego Kościoła Prawosławnego

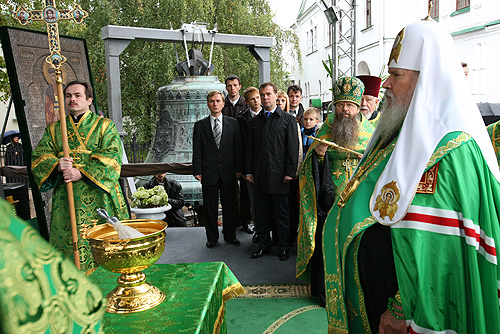
Aleksy II przeprowadza ponowne poświęcenie dzwonów zwróconych Monasterowi Daniłowskiemu w Moskwie, wrzesień 2008

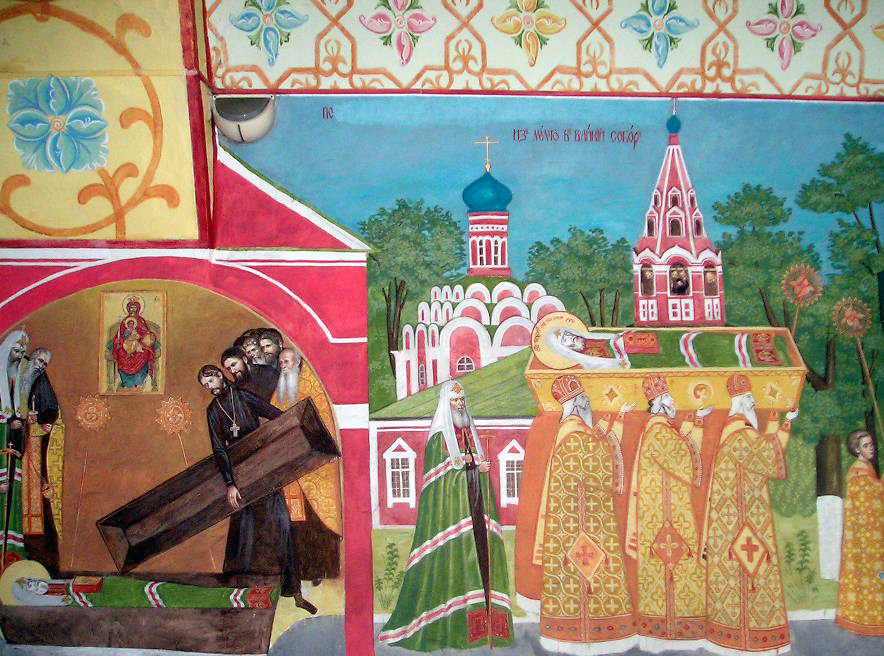
Przeniesienie relikwii patriarchy Tichona z udziałem patriarchy Aleksego II, fresk z Monasteru Dońskiego w Moskwie

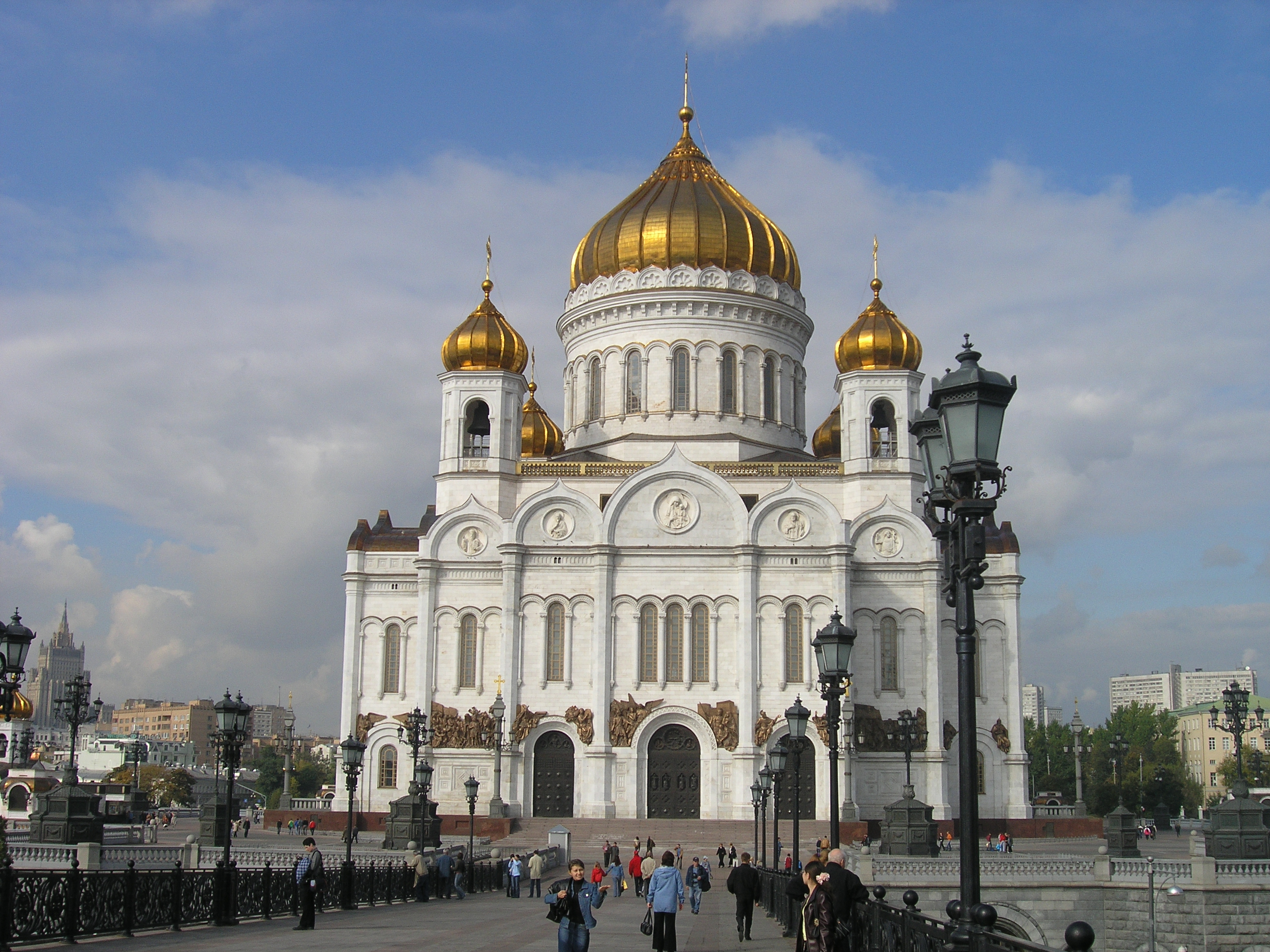
Odbudowany Sobór Chrystusa Zbawiciela stał się symbolem odrodzenia Rosyjskiego Kościoła Prawosławnego w okresie sprawowania urzędu patriarchy przez Aleksego II, po upadku ZSRR

W okresie sprawowania przez Aleksego II urzędu patriarchy Rosyjski Kościół Prawosławny rozpoczął ponowne otwieranie parafii i klasztorów zlikwidowanych w czasach radzieckich. Od 1991 do 2004 reaktywował lub otworzył piętnaście tysięcy cerkwi i pięćset monasterów. U schyłku życia patriarchy Rosyjski Kościół Prawosławny liczył 29 263 parafie obsługiwane przez 27 216 kapłanów oraz 804 klasztory, 203 placówki filialne większych monasterów i 65 skitów. Liczba eparchii Kościoła wzrosła z 67 do 157. Jako patriarcha Aleksy II przeprowadził 86 chirotonii biskupich. Aleksy II twierdził przy tym, że Kościół w dalszym ciągu nie odzyskał całości własności, jaką utracił w czasach radzieckich.
19 sierpnia 2000 dokonał ponownego poświęcenia odbudowanego soboru Chrystusa Zbawiciela w Moskwie, wzniesionego w XIX w. i zburzonego z polecenia władz stalinowskich.
Cerkiew na nowo podjęła pracę społeczną i charytatywną. Hierarcha prowadził szeroką kampanię na rzecz powrotu prawosławia na centralne miejsce w życiu Rosji. Z inicjatywy patriarchy podjęto wydawanie wielotomowej rosyjskojęzycznej encyklopedii prawosławia. Duchowni prawosławni pojawili się jako kapelani w więzieniach (otwarto w nich ponad tysiąc kaplic) i jednostkach wojskowych. Patriarcha regularnie spotykał się z przedstawicielami rosyjskich ministerstw, prezydentami jednostek wchodzących w skład Federacji Rosyjskiej, sił zbrojnych. Z częścią tych instytucji Kościół nawiązał stałą współpracę.
W okresie kierowania Cerkwią Rosyjską przez Aleksego II przeprowadzonych zostało 8 Soborów Biskupów, które na bieżąco rozwiązywały kluczowe problemy Kościoła.
W 1992 kierowany przez Aleksego II Sobór Biskupów kanonizował rodziców św. Sergiusza z Radoneża: Cyryla i Marię, a także pierwszą grupę nowomęczenników rosyjskich: metropolitów piotrogrodzkiego i gdowskiego Beniamina oraz kijowskiego i halickiego Włodzimierza, archimandrytę Sergiusza (Szejna), świeckich Jurija Nowickiego, Joanna Kowszarowa, mniszki Elżbietę (wielką księżnę Rosji) i Barbarę. Z kolei Sobór z roku 2000 kanonizował 1154 osoby, z czego 867 zaliczono do Soboru Świętych Nowomęczenników i Wyznawców Rosyjskich. Wśród zaliczonych do świętych prawosławnych znalazł się wówczas ostatni car Rosji Mikołaj II i zamordowani razem z nim członkowie rodziny panującej. Ten sam sobór przegłosował treść dokumentu przedstawiającego naukę społeczną Rosyjskiego Kościoła Prawosławnego. Z kolei sobór w 2008 przyjął kolejny dokument poświęcony pozycji Cerkwi wobec praw człowieka i ponownie powołał do życia sąd cerkiewny.
W okresie kierowania przez Aleksego II Rosyjskim Kościołem Prawosławnym przy Świętym Synodzie Kościoła powstały nowe oddziały: ds. nauczania religii i katechizacji, działalności charytatywnej i służby społecznej, misyjny, współpracy z siłami zbrojnymi i służbami porządkowymi, pracy z młodzieżą. Patriarcha powołał również do życia synodalne komisje biblijną, teologiczną, ds. monasterów, ds. ekonomicznych i kwestii humanitarnych, historyczno-prawną.
Aleksy II regularnie udawał się do różnych eparchii Kościoła z wizytami duszpasterskimi; odwiedzał zarówno administratury na terenie Federacji Rosyjskiej, jak i poza jej granicami. W 1997 w Jerozolimie przewodniczył uroczystościom z okazji jubileuszu rosyjskiej misji prawosławnej z siedzibą w tym mieście. W 2000 wizytował autonomiczny Japoński Kościół Prawosławny. Czterokrotnie odwiedzał eparchie na terytorium Białorusi, trzykrotnie – na Ukrainie. W 2003 przebywał z wizytą w Estońskim Kościele Prawosławnym, zaś w 2006 jako pierwszy w historii patriarcha moskiewski i całej Rusi udał się na Łotwę. W 1997 wizytował eparchię wiedeńską i austriacką, w 2001 – eparchię bakijską i nadkaspijską, zaś w 2007 udał się z wizytą do Francji.
W okresie sprawowania przez Aleksego II urzędu patriarchy Rosyjski Kościół Prawosławny zyskał swojego przedstawiciela przy Unii Europejskiej Radzie Europy, ONZ i jej agendzie UNESCO. Patriarcha wielokrotnie spotykał się z politykami z różnych państw.

##### Wobec upadku ZSRR i przemian politycznych w Rosji

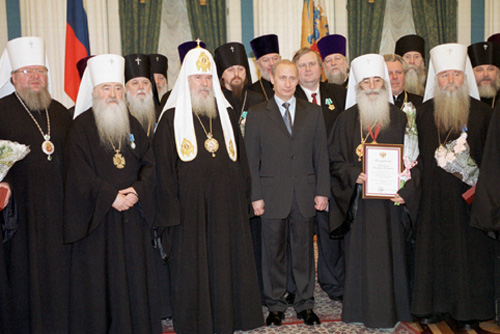
Członkowie Soboru Biskupów Rosyjskiego Kościoła Prawosławnego z prezydentem Rosji Władimirem Putinem

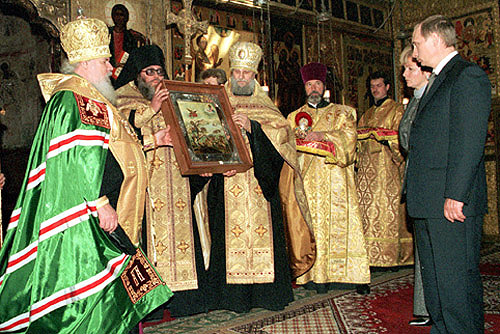
Duchowni prawosławni na czele z patriarchą Aleksym II przekazują Władimirowi Putinowi ikonę z okazji objęcia urzędu prezydenckiego

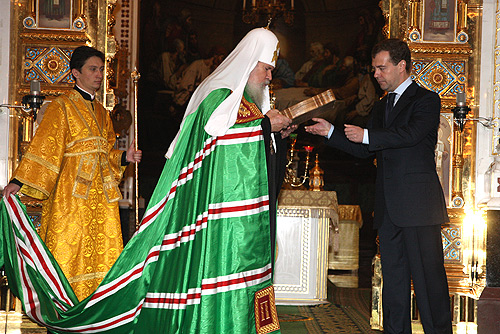
Prezydent Rosji Dmitrij Miedwiediew przekazuje patriarsze przedmioty kultu religijnego zarekwirowane w okresie radzieckim i przechowywane następnie w Muzeum Kremlowskim

Od początku sprawowania urzędu Aleksy II dążył do uznania Rosyjskiego Kościoła Prawosławnego za duchownego przewodnika Rosjan, z którego zdaniem będą liczyć się siły polityczne państwa. W 1990 skrytykował projekt nowej ustawy o wolności sumienia i związkach wyznaniowych, doprowadzając do włączenia przedstawicieli Patriarchatu Moskiewskiego i innych wyznań w prace nad jej redagowaniem. W tym samym roku Rosyjski Kościół Prawosławny stał się w ZSRR osobą prawną. Pojawiła się także możliwość nauki religii w szkołach – jako przedmiotu fakultatywnego. Aleksy II był przy tym zdania, iż przedmiot „Podstawy kultury prawosławnej” powinien być w Rosji obowiązkowy dla wszystkich uczniów. Za sprawą starań patriarchy dzień Bożego Narodzenia (według kalendarza juliańskiego) od 1991 był dniem wolnym od pracy. W 1990 uchwała Soboru Biskupów, któremu przewodniczył Aleksy II, ogłosiła zerwanie z postępowaniem w duchu deklaracji lojalności wobec władz państwowych wydanej w 1927 przez locum tenens Patriarchatu Moskiewskiego metropolitę Sergiusza.
W sierpniu 1991 patriarcha potępił pucz moskiewski i stwierdził, że ideologia komunistyczna nigdy więcej nie będzie obowiązywała w Rosji. 19 sierpnia 1991, w dniu przewrotu, zabronił wznoszenia w cerkwiach tradycyjnych modlitw za władze i wojsko, zaś następnego dnia zaapelował do organizatorów zamachu stanu o niedopuszczenie do rozlewu krwi i o pozwolenie Michaiłowi Gorbaczowowi na publiczne zabranie głosu. Stwierdził również, że tylko idee prawosławne mogą na nowo zjednoczyć podzielone społeczeństwo.
W czasie kryzysu konstytucyjnego w 1993, po otrzymaniu listu od Aleksandra Ruckiego, Aleksy II wystąpił jako mediator pomiędzy stronami konfliktu. 29 października wezwał do negocjacji między stronami, ostrzegając przed możliwym wybuchem wojny domowej i rozlewem krwi. Następnego dnia reprezentanci prezydenta Borysa Jelcyna i parlamentu przeprowadzili w obecności patriarchy rozmowy w Monasterze Daniłowskim w Moskwie, jednak wypracowane wówczas porozumienie pozostało w mocy jedynie przez kilka godzin. W tym samym roku stwierdził, że Rosyjski Kościół Prawosławny oczekuje wprowadzenia w Rosji pełnego rozdziału państwa od Kościoła. Pojawienie się w kraju znacznej liczby nieznanych w nim dotąd związków wyznaniowych, protestanckich Kościołów charyzmatycznych, jak i sekt, które zagroziły pozycji osłabionego po latach prześladowań prawosławia, skłoniło jednak patriarchę do poszukiwania poparcia władz. Równocześnie politycy rosyjscy sami zabiegali o poparcie Kościoła prawosławnego. Tendencje te doprowadziły do nawiązania bliskiej współpracy między kolejnymi rządami a Patriarchatem, chociaż Aleksy II nie zawsze realizował oczekiwania władz.
W grudniu 1995 patriarcha zorganizował w swojej oficjalnej rezydencji – moskiewskim Monasterze Daniłowskim – spotkanie reprezentantów siedemnastu największych rosyjskich partii politycznych. W maju kolejnego roku zadeklarował jednak, że Kościół nie udzieli swojego poparcia żadnej partii.
Potępił interwencję rosyjską w Czeczenii w 1994.
W 1996 wziął udział w zaprzysiężeniu Borysa Jelcyna na prezydenta Rosji.
W czasie prac nad nową ustawą o wolności sumienia i związkach wyznaniowych, przyjętą we wrześniu 1997, Aleksy II apelował o podkreślenie w jej tekście szczególnej roli prawosławia w historii Rosji, przy równoczesnym wprowadzeniu pełnej wolności wyznania. Jego oczekiwania zostały spełnione.
Patriarcha regularnie podkreślał, że Rosyjski Kościół Prawosławny nie dąży do scalenia instytucji państwowych i kościelnych, a do ich współpracy. Definiując rolę Cerkwi w państwie twierdził, że musi być ona oddzielona od struktur władzy, ale pozostaje organiczną częścią społeczeństwa i stąd ma prawo do komentowania wszystkich bieżących wydarzeń, nie będąc zobligowana do pozytywnej opinii o działalności rządu. Równocześnie Aleksy II brał regularnie udział w uroczystościach państwowych i razem z innymi hierarchami spotykał się z władzami Federacji Rosyjskiej. W 2000 patriarcha i członkowie Świętego Synodu Rosyjskiego Kościoła Prawosławnego rozmawiali z prezydentem kraju Władimirem Putinem o relacjach państwowo-kościelnych, działalności zagranicznej Patriarchatu i o udziale Cerkwi w procesach kształcenia młodzieży. Podobne spotkanie, tym razem z całym Soborem Biskupów Rosyjskiego Kościoła Prawosławnego, miało miejsce w 2004. W 2000, w 55 rocznicę zakończenia II wojny światowej, patriarcha poświęcił, w obecności głów państw rosyjskiego, białoruskiego i ukraińskiego, dzwony symbolizujące jedność narodów wschodniosłowiańskich. Aleksy II uczestniczył również w zaprzysiężeniu Dmitrija Miedwiediewa na prezydenta Rosji w 2008.
W 1998 odmówił wzięcia udziału w pogrzebie szczątków cara Mikołaja II i członków jego rodziny w soborze Świętych Piotra i Pawła w Petersburgu, motywując tę decyzję wątpliwościami w kwestii ich autentyczności.
Komentując w 2004 zmiany w relacjach między państwem a Kościołem w Rosji, patriarcha stwierdził, że zostało osiągnięte więcej, niż spodziewała się Cerkiew bezpośrednio po upadku ZSRR. Stosunki z rządem ocenił jako oparte na partnerstwie i dialogu. Stwierdził, że instytucje świeckie i kościelne współpracują na polach pracy dla pokoju na świecie, wychowania młodzieży, ochrony dziedzictwa kulturalnego Rosji. Ponownie otwarcie tysięcy cerkwi w całym kraju, do jakiego doszło po 1991, porównywał przy tym do cudu i twierdził, że takie wydarzenia skłaniają go do optymistycznego postrzegania przyszłości Kościoła.
W 2004 kierowany przez Aleksego II Rosyjski Kościół Prawosławny (podobnie jak inne związki wyznaniowe działające w Rosji) uzyskał zwolnienie z podatków od gruntów, na których znajdowały się obiekty sakralne lub służące działalności charytatywnej.
W czasie wojny w Osetii Południowej w 2008 razem z Katolikosem-Patriarchą Gruzji Eliaszem II wzywał do pokoju.

##### Relacje z innymi Kościołami prawosławnymi

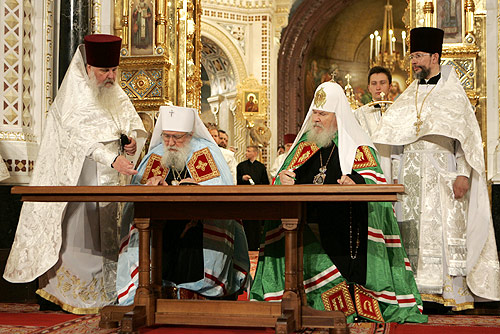
Podpisanie aktu zjednoczenia Rosyjskiego Kościoła Prawosławnego z Rosyjskim Kościołem Prawosławnym poza granicami Rosji, na mocy którego po ponad osiemdziesięcioletnim rozłamie Cerkiew zagraniczna uznała jurysdykcję patriarchów Moskwy. Ze strony Kościoła zagranicznego akt podpisuje jego zwierzchnik, metropolita Ławr.

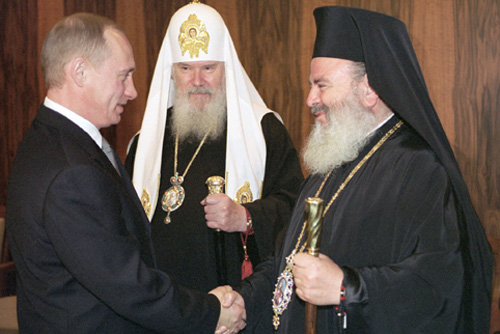
Spotkanie Władimira Putina z odwiedzającym Rosyjski Kościół Prawosławny arcybiskupem Aten Chrystodulosem

W 2007 podpisał akt zjednoczenia Rosyjskiego Kościoła Prawosławnego z Rosyjskim Kościołem Prawosławnym poza granicami Rosji. Wydarzenie to poprzedziły prowadzone od 2000 rozmowy między przedstawicielami obydwu struktur i trzyletnia praca wspólnej komisji, omawiającej najważniejsze zagadnienia związane ze zjednoczeniem. Aleksy II nazywał pomyślne zakończenie starań o likwidację rozłamu między Cerkwią Rosyjską i Zagraniczną najważniejszym zadaniem, jakie stało przed nim jako patriarchą. Według niektórych źródeł głównym architektem ugody między dwiema zwalczającymi się przez dziesięciolecia organizacjami religijnymi był nie on sam, lecz kierujący Wydziałem Zewnętrznych Stosunków Cerkiewnych metropolita smoleński i kaliningradzki Cyryl.
W okresie sprawowania urzędu patriarchy przez Aleksego II pogorszyły się relacje między Patriarchatem Moskiewskim a Patriarchatem Konstantynopolitańskim, na tle wznowienia działalności przez podległy mu Estoński Apostolski Kościół Prawosławny (na terytorium Estonii powstała w 1994 konkurencyjna jurysdykcja wobec Estońskiego Kościoła Prawosławnego uznającego zwierzchnictwo patriarchów moskiewskich). Rosyjski Kościół Prawosławny czasowo zawiesił łączność kanoniczną z Konstantynopolem. Po rozmowach między przedstawicielami obydwu Kościołów w 1996 osiągnięte zostało porozumienie, na mocy którego obydwa Kościoły autonomiczne kontynuują działalność, uznając wzajemną legalność. Drugim przedmiotem sporu między obydwoma patriarchatami była kwestia przynależności jurysdykcyjnej Ukrainy.
Aleksy II utrzymywał bliskie kontakty z Serbskim Kościołem Prawosławnym. Wspólnie z jego duchowieństwem protestował przeciwko interwencji NATO w krajach byłej Jugosławii – operacjom Deliberate Force i Allied Force. 20 kwietnia 1999 przybył do bombardowanego w ramach operacji Allied Force Belgradu w celu wyrażenia solidarności z Serbami. W czasie tej wizyty patriarcha stwierdził, że interwencja NATO nie jest prowadzona w obronie kogokolwiek, lecz stanowi przykład narzucania swojego dyktatu przez „kilka silnych i bogatych krajów” tym państwom, które nie chciały kierować się ich zasadami. Oznajmił także, że pomoc Boża jest po stronie Serbów. Rosyjski Kościół Prawosławny organizował pomoc humanitarną dla serbskich uchodźców z Kosowa.
W 1999 Aleksy II przyczynił się do rozwiązania konfliktu wewnętrznego w Bułgarskim Kościele Prawosławnym, jaki wybuchł na tle oskarżeń patriarchy bułgarskiego Maksyma o współpracę ze służbami bezpieczeństwa komunistycznej Bułgarii.
Aleksy II sprzeciwiał się prowadzeniu przez Rumuński Kościół Prawosławny metropolii Besarabii, obejmującej terytorium Mołdawii, gdzie działa równolegle podległy Patriarchatowi Moskiewskiemu Mołdawski Kościół Prawosławny. Zgadzał się jedynie na powołanie w Mołdawii przedstawicielstwa Patriarchatu Rumuńskiego, grupującego parafie rumuńskie, lecz nieposiadającego statusu eparchii.
W kwietniu 2008 zadeklarował poparcie dla serbskiego stanowiska w sprawie jednostronnej deklaracji niepodległości Kosowa. Wyraził również solidarność z Serbami żyjącymi w tym regionie.

##### Wobec konfliktu wyznaniowego na Ukrainie
W 1989 Michaił Gorbaczow zgodził się na wznowienie działalności duszpasterskiej na Ukrainie przez Kościół katolicki obrządku bizantyjsko-ukraińskiego. Od 1988 działał ponadto Ukraiński Autokefaliczny Kościół Prawosławny, mający aspiracje do odegrania roli narodowego Kościoła wszystkich Ukraińców. Obydwa wymienione związki wyznaniowe zaczęły rywalizować z kanonicznym i wchodzącym w skład Patriarchatu Moskiewskiego Egzarchatem Ukraińskim o przynależność jurysdykcyjną parafii.
Aleksy II dwukrotnie przybył na Ukrainę już w roku swojego wyboru na patriarchę. Jego przyjazd spotkał się z gwałtownymi protestami zwolenników autokefalii. W czasie pierwszej z wizyt, występując przed duchowieństwem w ławrze Poczajowskiej, patriarcha zapewnił, iż Kościół prawosławny na Ukrainie otrzyma status autokefalicznego, co miało ratować pozycję prawosławia w kraju. Doszło jednak jedynie do likwidacji Egzarchatu Ukraińskiego połączonego z powołaniem w jego miejsce Kościoła autonomicznego pod nazwą Ukraińskiego Kościoła Prawosławnego. Komentując wydarzenia na Ukrainie, patriarcha zarzucił autokefalistom upolitycznianie religii. Kluczowe znaczenie dla patriarchy moskiewskiego miał fakt, że udzielając autokefalii Kościołowi na Ukrainie Patriarchat Moskiewski straciłby de facto prawo określania siebie jako sukcesora metropolii kijowskiej – jednego z najstarszych i najważniejszych prawosławnych Kościołów słowiańskich. Ogólna reakcja rosyjskich hierarchów Patriarchatu Moskiewskiego na ukraińskie aspiracje do autokefalii była negatywna; Ukrainie odmawiano posiadania odrębnej tradycji cerkiewnej, która uzasadniałaby dążenia do budowy niezależnego Kościoła. Tendencję tę wzmacniał fakt, iż przeciwko autokefalii opowiedzieli się wierni i duchowieństwo wschodnich i południowych regionów kraju, z wyraźnym odsetkiem ludności rosyjskiej. W 1992 Sobór Biskupów obradujący pod przewodnictwem patriarchy, po dyskusji, odrzucił apel metropolity kijowskiego i halickiego Filareta o nadanie Kościołowi na Ukrainie autokefalii. Następnie Synod Kościoła Rosyjskiego potwierdził decyzję większości biskupów ukraińskich o usunięciu Filareta z katedry.
Stanowisko Aleksego II w sprawie Kościoła na Ukrainie nie uległo zmianie także po powstaniu w tym kraju kolejnego niekanonicznego Kościoła – Ukraińskiego Kościoła Prawosławnego Patriarchatu Kijowskiego. W 2008 w czasie wizyty w Kijowie podkreślał, iż jego zdaniem służba wolnej Ukrainie nie stoi w sprzeczności z pracą na rzecz jedności narodów wschodniosłowiańskich.

##### Relacje z innymi Kościołami chrześcijańskimi

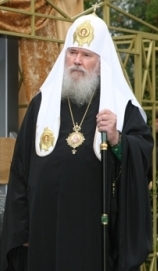
Aleksy II

Aleksy II wielokrotnie twierdził, że w kontaktach między Rosyjskim Kościołem Prawosławnym a Kościołem katolickim istnieją problemy wynikające z działalności misjonarzy katolickich na terytorium byłego ZSRR, w szczególności w państwach zamieszkanych w większości przez prawosławnych. W ocenie patriarchy utworzenie nowych diecezji katolickich w Rosji przez papieża Jana Pawła II miało na celu poszerzenie skali działalności misyjnej, a tym samym katolicki prozelityzm. Aleksy II podkreślał, że w odróżnieniu od katolickich placówek w Rosji prawosławne struktury w Europie zachodniej ukierunkowane są przede wszystkim na pracę z emigrantami, zaś fakt ten podkreślają ich nazwy (np. eparchia chersoneska we Francji, eparchia suroska w Wielkiej Brytanii), nawiązujące do nieistniejących miast na terenie dawnej Rusi, nie zaś do ośrodków, w których realnie działają eparchie. W czerwcu 2002 kierowany przez Aleksego II Święty Synod Rosyjskiego Kościoła Prawosławnego wydał obszerne dokumenty dotyczące problemu prozelityzmu, które zdaniem patriarchy udowodniły prowadzenie takich działań przez duchowieństwo katolickie w Rosji. Komentując fakt publikacji wymienionych dokumentów Aleksy II stwierdził, że ich zawartość potwierdza prowadzenie przez Kościół katolicki „ekspansywnej i długoterminowej strategii” w odniesieniu do prawosławnych na terenie byłego ZSRR. Uznał również, że postępowanie Watykanu wobec Patriarchatu Moskiewskiego jest sprzeczne z padającymi w ruchu ekumenicznym stwierdzeniami o tym, iż Kościoły prawosławny i katolicki są „Kościołami siostrzanymi”. Podkreślał, że znaczna część duchownych katolickich pracujących w Rosji to Polacy i oskarżał ich o szerzenie polskiego nacjonalizmu.
W szczególności negatywnie patriarcha odnosił się do aktywności Kościoła katolickiego (zarówno obrządku łacińskiego, jak i bizantyjsko-ukraińskiego) na Ukrainie, zarzucając mu celowe zaostrzanie konfliktu wyznaniowego, jaki wybuchł w tym kraju po proklamowaniu przezeń niepodległości. W taki sposób interpretował m.in. przeniesienie siedziby zwierzchników Kościoła katolickiego obrządku bizantyjsko-ukraińskiego ze Lwowa do Kijowa i erygowanie nowych katolickich diecezji na Ukrainie wschodniej i południowej.
W następujący sposób wypowiadał się na temat perspektyw swojego spotkania z papieżem:

Niejednokrotnie informowałem, że jestem gotów spotkać się z papieżem, ale spotkanie to powinno rzeczywiście rozwiązać wskazane, narosłe przez lata, problemy. Jeśli nam stale powtarzają, że nie chcą nawracać prawosławnych na katolicyzm, niech wydadzą odpowiednie polecenia swoim misjonarzom. Jeśli rzeczywiście pragną uregulować konflikt na Ukrainie, niech pomogą nam odbudować normalne życie cerkiewne. Umożliwi nam to powrót do dobrej współpracy, która miała miejsce w nieodległej przeszłości. Ale wygląda na to, że nas nie rozumieją. Watykan przedsięwziął cały szereg kroków, świadczących o skrajnym lekceważeniu rosyjskiej Cerkwi. Chodzi tu i o wizytę papieża na Ukrainie w czerwcu 2001 roku, do której doszło mimo protestów ze strony prawosławnych, i niedawne ustanowienie na terytorium Rosji czterech katolickich diecezji i „kościelnej prowincji” na czele z metropolitą. Wszystko to tylko oddala perspektywę spotkania

Równocześnie Aleksy II podkreślał, że w wielu przypadkach współpraca duchownych Kościołów prawosławnego i katolickiego była owocna i że zależy mu na jej kontynuowaniu. Wzywał Kościół katolicki do współpracy w procesie propagowania chrześcijańskich wartości moralnych.
W listopadzie 2008 pojawiły się informacje o przygotowywaniu spotkania papieża i patriarchy moskiewskiego i całej Rusi w czasie forum przywódców religijnych w Baku jesienią następnego roku.

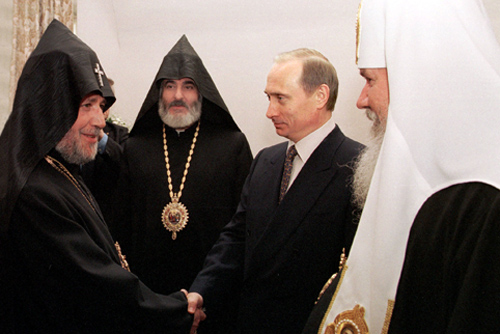
Spotkanie patriarchy Aleksego II i Władimira Putina z Katolikosem Ormian Karekinem II

Aleksy II krytykował decyzje części Kościołów protestanckich, dopuszczających małżeństwa osób tej samej płci. W 2006 wprowadzenie błogosławieństwa takich związków przez Kościół Szwecji stało się przyczyną zerwania z nim dialogu przez Patriarchat Moskiewski. Trzy lata wcześniej zawieszone zostały kontakty Patriarchatu Moskiewskiego z Kościołem Episkopalnym w Stanach Zjednoczonych z powodu ordynowania w nim na biskupa osoby jawnie deklarującej orientację homoseksualną. Rosyjski Kościół Prawosławny kontynuował natomiast dialog z Ewangelicko-Luterańskim Kościołem Finlandii i Kościołem Ewangelickim w Niemczech. Równocześnie zdaniem Kościoła niektóre Kościoły protestanckie prowadziły w Rosji działalność misyjną.
Deklarował poparcie dla ruchu ekumenicznego, twierdząc, że jedynie poprzez udział w nim Rosyjski Kościół Prawosławny może popularyzować swoje idee etyczne i moralne. Twierdził, że Kościół prawosławny jest jedynym Kościołem chrześcijańskim w pełni kontynuującym tradycję Kościoła założonego przez Chrystusa i apostołów i upowszechnianie tej prawdy jest zadaniem prawosławnych w dialogu ekumenicznym.
Rosyjski Kościół Prawosławny prowadził dialog z Kościołami przedchalcedońskimi, w tym rozmowy teologiczne dotyczące nauki poszczególnych Kościołów w zakresie chrystologii. Aleksy II utrzymywał kontakty z Apostolskim Kościołem Ormiańskim, zapraszając jego przedstawicieli na Sobór Biskupów w 2000. Zwierzchnicy obydwu Kościołów uzgadniali również szczegóły współpracy w zakresie kształcenia teologicznego i pracy społecznej. W 2001 patriarcha moskiewski i całej Rusi uczestniczył w obchodach 1700 lat chrześcijaństwa w Armenii.

##### Sprawa biskupa Diomida
28 czerwca 2008 Święty Synod Rosyjskiego Kościoła Prawosławnego na posiedzeniu odbywającym się pod przewodnictwem patriarchy suspendował biskupa anadyrskiego i czukockiego Diomida, uznając go za winnego złamania kanonów i prowadzenia działalności przyczyniającej się do tworzenia w Kościele rozłamu. Duchowny ten krytykował działalność ekumeniczną Cerkwi rosyjskiej, w tym udział w nabożeństwach razem z duchownymi innych wyznań oraz związki patriarchatu z władzami Rosji. Oskarżał hierarchię Kościoła o niereagowanie na działania polityków, które zdaniem Diomida prowadziły do rozbijania państwa. Biskup cieszył się poparciem ugrupowań skrajnie prawicowych i nacjonalistycznych oraz niewielkiej grupy wiernych. Po decyzji Synodu odmówił złożenia publicznego aktu pokuty i stwierdził, że nie zmieni poglądów, jak również że mimo zakazu będzie kontynuował działalność duszpasterską. 17 lipca 2008 ogłosił obłożenie anatemą patriarchy Aleksego II, metropolity smoleńskiego i kaliningradzkiego Cyryla (kierującego Wydziałem Zewnętrznych Stosunków Cerkiewnych) i metropolity mińskiego i białoruskiego Filareta „oraz wszystkich ich poprzedników”. W związku z tym 6 października 2008 Święty Synod pod przewodnictwem patriarchy usunął go ze stanu kapłańskiego.

#### Choroba i śmierć
Aleksy II od wielu lat cierpiał na poważne dolegliwości układu krążenia. W 2002 doznał udaru mózgu.
Gdy Aleksy II nie pojawił się na pogrzebie Borysa Jelcyna w kwietniu 2007, media podawały informacje o jego śmierci lub pobycie w klinice w Szwajcarii w ciężkim stanie, mówiono m.in. o śmierci klinicznej. Przedstawiciele Kościoła potwierdzili następnie informacje o jego leczeniu, lecz zaprzeczyli, jakoby stan patriarchy był poważny i zapowiedzieli jego rychły powrót do kraju i pełnienia swoich obowiązków.

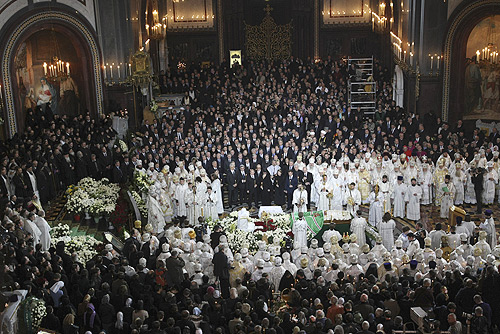
Pogrzeb Aleksego II

4 grudnia 2008 patriarcha odprawił Świętą Liturgię z okazji święta Wprowadzenia Matki Bożej do Świątyni. Następnie udał się do Monasteru Dońskiego i odsłużył molebień przed relikwiami świętego patriarchy moskiewskiego i całej Rusi Tichona. Rankiem następnego dnia zmarł w swojej rezydencji w Pieriediełkinie. Jako oficjalną przyczynę śmierci podano zawał serca. W rosyjskich mediach pojawiały się również inne wersje okoliczności śmierci patriarchy. Protodiakon Andriej Kurajew, wykładowca Moskiewskiej Akademii Duchownej i były pracownik Patriarchatu twierdził, że Aleksy II zmarł wskutek obrażeń doznanych w nocy z 4 na 5 grudnia 2008 po upadku w toalecie w osobistych apartamentach, zaś rankiem 5 grudnia pracownicy rezydencji znaleźli go już martwego. Krążyły także informacje o śmierci hierarchy w wypadku samochodowym, stanowczo odrzucone przez Cerkiew.
9 grudnia 2008 w Soborze Chrystusa Zbawiciela w Moskwie miało miejsce nabożeństwo pogrzebowe, w którym oprócz duchownych Rosyjskiego Kościoła Prawosławnego udział wzięli patriarcha konstantynopolitański Bartłomiej, Katolikos-Patriarcha Gruzji Eliasz II, patriarcha Rumunii Daniel, arcybiskup Aten i całej Grecji Hieronim II, metropolita Tirany i całej Albanii Anastazy oraz metropolita ziem czeskich i słowackich Krzysztof. Po nabożeństwie patriarcha został pochowany w soborze Objawienia Pańskiego w Moskwie. W ceremonii uczestniczyli przedstawiciele najwyższych władz państwowych Rosji – prezydent Dmitrij Miedwiediew i premier Władimir Putin.

##### Reakcje
W związku ze śmiercią patriarchy Aleksego II Dmitrij Miedwiediew przełożył planowaną wizytę we Włoszech. Komentując zgon hierarchy stwierdził, że z imieniem Aleksego II wiąże się odnowa Rosyjskiego Kościoła Prawosławnego, jak i ustanowienie w Rosji zasad wolności wyznania i sumienia.
Władimir Putin nazwał śmierć Aleksego II ogromną stratą i tragicznym wydarzeniem.
Papież Benedykt XVI w specjalnym komunikacie podkreślił, że Aleksy II kierował Cerkwią rosyjską w czasach ogromnych przemian, a jego postawa przyczyniła się do przejścia przez Kościół przez okres transformacji ustrojowej kraju. Wyraził smutek z powodu śmierci patriarchy i stwierdził, że walczył on o wartości ludzkie i ewangeliczne.

## Poglądy

### Problemy ekonomiczne
Aleksy II wyrażał pogląd, iż istnieje ścisły związek między gospodarką a moralną postawą człowieka. W jego ocenie każdy sukces ekonomiczny, w ślad za którym nie szła troska o ludzi, musi kończyć się upadkiem jego realizatorów i tragicznym skutkami społecznymi. Uważał ponadto, że

Nawet najbardziej efektywna działalność ekonomiczna może w istocie okazać się szkodliwa, jeżeli nie jest oparta na wiecznych moralnych prawach, jeżeli czyni człowieka bardziej okrutnym, narusza jego wewnętrzny świat, lekceważy słabych i zranionych

W gospodarczych różnicach między zamożną Północą a biednym Południem, dysproporcjach między wschodem i zachodem Europy doszukiwał się korzeni wielu współczesnych mu konfliktów.
W czasie Soboru Biskupów, jaki obradował w Moskwie w 1997, Aleksy II stwierdził, że Rosyjski Kościół Prawosławny powinien włączyć się do polityki społecznej państwa w celu walki z biedą w kraju. W jego ocenie aktywność społeczną winien podjąć nie tylko Kościół jako całość, ale i poszczególne parafie. Problem wzrostu nierówności społecznych i materializmu w Rosji poruszał także w swoim wystąpieniu przed Zgromadzeniem Parlamentarnym Rady Europy w 2007.

### Rola Rosji i jej ówczesna sytuacja
Patriarcha był przekonany o szczególnym znaczeniu Rosji w historii i o posiadaniu przez nią określonej misji, której realizacja rozpoczęła się natychmiast po chrzcie Rusi. Równocześnie twierdził, że społeczeństwo rosyjskie po upadku ZSRR uległo głębokiej demoralizacji. Apelował do prawosławnych o czynne działanie na rzecz odwrócenia tego procesu, m.in. poprzez bojkot uznanych za niemoralne programów telewizyjnych, produktów, publiczną krytykę osób łamiących zasady etyki prawosławnej. Rosję nazywał krajem prawosławnym i był zdania, że etyka prawosławna powinna zostać dobrowolnie przyjęta przez wszystkich jej obywateli (proces jej propagowania określał jako „misję wewnętrzną”). Nie udzielał przy tym poparcia rosyjskiemu ruchowi nacjonalistycznemu.

### Wobec przemian i procesów we współczesnym świecie
Aleksy II twierdził, że drogą rozwiązywania konfliktów międzyreligijnych (zwłaszcza chrześcijańsko-muzułmańskich) jest praktyczne stosowanie się do zasady pokory i nieingerowania w życie innych społeczności. Jako przykład podawał współistnienie społeczności prawosławnych i muzułmańskich w Rosji. Wypowiadał się przeciwko antysemityzmowi.
W 2007 patriarcha wystąpił przed Zgromadzeniem Parlamentarnym Rady Europy. W swoim wystąpieniu podkreślał znaczenie odpowiedzialności w procesie podejmowania decyzji przez człowieka, jaki przez całe społeczeństwa. Twierdził, że światopogląd oparty jedynie na dążeniu do wolności jednostki nie jest słuszny:

Z naszego punktu widzenia, wolność powinna iść w parze z moralnością i odpowiedzialnością. Dążenie do absolutyzacji rozumu człowieka, praw i wolności bez dążenia do absolutyzacji moralności traci sens i staje się niebezpieczne dla jednostki i społeczeństwa

W swoim wystąpieniu Aleksy II wzywał do powrotu do kierowania się w życiu wartościami chrześcijańskimi, twierdząc, że istnieje rozdźwięk między prawami człowieka a moralnością. Twierdził, że nowe pokolenie posługuje się prawami człowieka, by uzasadniać zachowania niemoralne. Zapytany o sprzeciw Rosyjskiego Kościoła Prawosławnego w sprawie organizacji Parady Równości w Moskwie stwierdził, że homoseksualizm jest chorobą i zaburzeniem ludzkiej osobowości, porównywalną z kleptomanią. Oznajmił przy tym, że Kościół kocha grzeszników „pomimo ich grzechów”. Był zdecydowanym przeciwnikiem aborcji. Za negatywne zjawisko uważał wytworzenie się jednobiegunowego układu sił na świecie, zarówno w sferze politycznej, jak i gospodarczej i kulturalnej.
Aleksy II zaliczany był do konserwatywnego skrzydła episkopatu Rosyjskiego Kościoła Prawosławnego.

## Odznaczenia i wyróżnienia
Patriarcha Aleksy II otrzymał następujące odznaczenia:

### Państwowe
- Order św. Andrzeja
- Order „Za zasługi dla Ojczyzny” II i I stopnia
- Order Czerwonego Sztandaru Pracy
- Order „Przyjaźń” I klasy (Kazachstan, 2001)[56]

### Cerkiewne
- Order św. Andrzeja Apostoła Pierwszego Powołania
- Order Świętego Równego Apostołom Księcia Włodzimierza I i II stopnia
- Order Świętego Księcia Daniela Moskiewskiego I stopnia
- Order Świętego Innocentego, Metropolity Moskiewskiego I stopnia
- Order „Sławy i Chwały”
- Order Świętego Aleksego, Metropolity Moskiewskiego I stopnia
- Order Świętego Makarego, Metropolity Moskiewskiego I stopnia
- Order św. Dymitra Dońskiego I stopnia
- Order Świętego Męczennika Jana Ryskiego (Łotewski Kościół Prawosławny)[57]

### Honorowe obywatelstwa
- honorowe obywatelstwo Petersburga
- honorowe obywatelstwo Nowogrodu Wielkiego
- honorowe obywatelstwo Siergijew Posadu
- honorowe obywatelstwo Mordowii
- honorowe obywatelstwo Kałmucji
- honorowe obywatelstwo Moskwy

### Doktoratyhonoris causa
- Akademia Teologiczna w Debreczynie
- Wydział Teologiczny Uniwersytetu w Pradze
- Akademia Duchowne w Tbilisi
- Wydział Teologiczny Uniwersytetu Belgradzkiego.

## Upamiętnienie

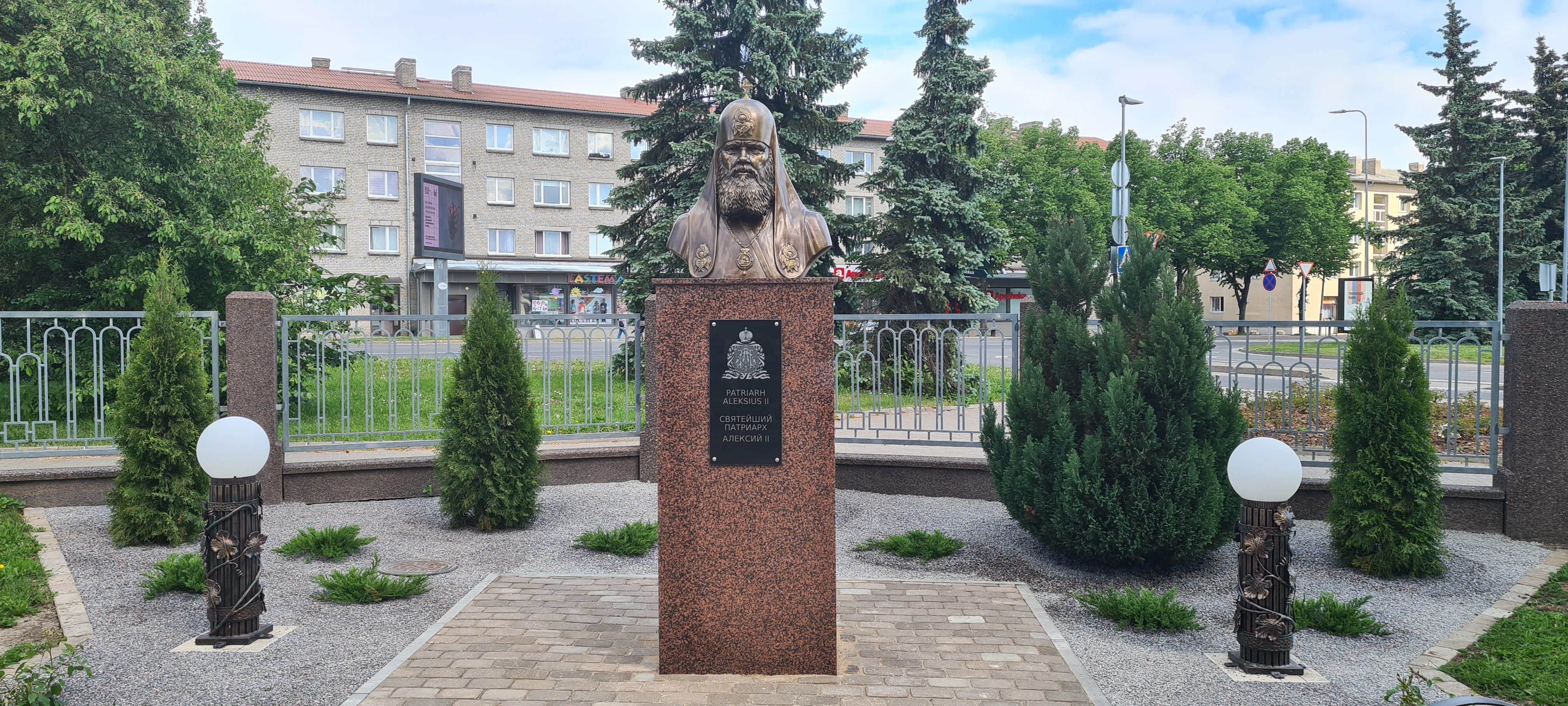
Pomnik Aleksego II przy cerkwi w Jõhvi

W Tallinnie znajduje się plac noszący imię patriarchy.
Istnieją również następujące pomniki Aleksego II:
- w Tallinnie we wrześniu 2012 odsłonięto jego popiersie[59],
- w Mińsku przy cerkwi Wszystkich Świętych, odsłonięty w październiku 2012[60],
- w sąsiedztwie soboru w Nowoczeboksarsku, odsłonięty w listopadzie 2013[61].